# Maasella
Maasella is een geslacht van neteldieren uit de klasse van de Anthozoa (bloemdieren).

## Soort
- Maasella edwardsi (de Lacaze-Duthiers, 1888)